# Elisabeth Schwarzkopf
Dame Elisabeth Schwarzkopf DBE (Jarocin, Prússia, actualment Polònia, 9 de desembre, 1915 - Schruns, Vorarlberg, Àustria 3 d'agost de 2006) va ser una soprano alemanya, tot i que posteriorment va adquirir la nacionalitat britànica. Va ser una de les sopranos més destacades del període posterior a la Segona Guerra Mundial, molt admirada per les seues interpretacions d'obres de Mozart, Richard Strauss i Hugo Wolf.

## Biografia i carrera
Era filla de Friedrich Schwarzkopf, professor d'institut prussià amb mentalitat rígida que li va transmetre la seua intransigència i la seua passió per la llengua alemanya; sa mare, Elisabeth Fröhling, li va proporcionar una ferma oïda musical i una voluntat de ferro. Va ser batejada com a Olga Maria Elisabeth Frederike Schwarzkopf. Des dels deu anys, llegia les partitures perfectament i s'acompanyava ella mateixa al piano, mentre cantava en concerts d'aficionats. Va interpretar la seua primera òpera l'any 1928, com a Eurídice, en una producció escolar de l'obra Orfeu i Eurídice, de Gluck a Magúncia. L'any 1934 va començar estudis musicals en la Hochschule für Musik de Berlín, primer com a mezzosoprano en haver-ho decidit així la seua primera professora, Lula Mysz-Gmeiner. Sa mare va protestar amb fermesa, i va aconseguir que Elisabeth fos acceptada a la classe del professor Egonof com a soprano de coloratura. Posteriorment, va estudiar amb la soprano de coloratura Maria Ivogün així com amb el seu marit, el pianista acompanyant Michael Raucheisen.

### Primeres fites
Va cantar a l'Òpera Estatal de Berlín des de 1938 fins a 1942. Va debutar professionalment el 15 d'abril de 1938, com la Segona Donzella-flor (Primer Grup) de Klingsor en l'Acte II de Parsifal de Richard Wagner, sota la batuta de Karl Böhm; després com un dels tres patges de La flauta màgica. Com altres joves artistes alemanys, es va inscriure l'any 1935 al sindicat d'estudiants nazis i tres anys després en el Partit Nazi, una decisió que va motivar que fóra boicotejada en els Estats Units durant anys i que va continuar suscitant controvèrsia fins a la seua mort.
Invitada per Karl Böhm, l'any 1942, es va unir a l'Òpera Estatal de Viena, on va interpretar papers com la Konstanze de El rapte en el serrall de Mozart, Musetta i després Mimì a La Bohème de Giacomo Puccini, i Violetta a  La Traviata de Giuseppe Verdi. En aquesta època la van dirigir Karl Böhm, Josef Krips i Herbert Von Karajan. La seua carrera es va veure interrompuda per un brot de tuberculosi que va haver de superar durant dos anys en un sanatori dels Monts Tatra, en el sud de Polònia. L'any 1944 es va convertir en la principal soprano de l'Òpera Estatal de Viena, estrenant els papers de Rosina (El barber de Sevilla de Rossini), Blondine (El rapte en el serrall) i Zerbinetta (Ariadne auf Naxos de Richard Strauss). Després de la derrota d'Alemanya en la guerra va haver de passar, com altres artistes de l'època (per exemple, Wilhelm Furtwängler), per un tribunal de desnazificació.

### Carrera posterior
Entre 1947 i 1948, Schwarzkopf va aparèixer en una gira amb l'Òpera Estatal de Viena a Londres, a la Royal Opera House Covent Garden el 16 de setembre de 1947, com Donna Elvira de Don Giovanni de Mozart. Aquest mateix any va debutar en el paper de Susana (Les noces de Fígaro, de Mozart) en el Festival de Salzburg. A La Scala va debutar el 28 de desembre de 1948, com la Comtessa de Les bodes de Figaro, que va esdevenir un dels seus papers més destacats. Va debutar oficialment en la Royal Opera House el 16 de gener de 1948, com Pamina en La flauta màgica de Mozart, en representacions cantades en anglès, i a La Scala el 29 de juny de 1950, cantant la Missa Solemnis de Beethoven. Aquest mateix any es va estrenar com Marcelline en Fidelio de Beethoven, sota la batuta de Furtwängler.
L'associació de Schwarzkopf amb el teatre milanès a principis dels anys 50 li va permetre cantar certs papers a l'escenari que mai més va tornar a interpretar: Mélisande en Pelléas et Mélisande de Debussy, Jole en Eracle de Händel, Marguerite en el Faust de Gounod, Elsa al Lohengrin de Wagner, així com la seua primera Mariscala en Der Rosenkavalier (El cavaller de la rosa) el 1952, de R. Strauss, i la seua primera Fiordiligi en Così fan tutte de Mozart en la Piccola Scala.
L'11 de setembre de 1951 va aparèixer com Anne Trulove a l'estrena mundial de The Rake's Progress (La carrera del llibertí), d'Ígor Stravinski.
Es va casar amb el productor de música clàssica Walter Legge, el 19 d'octubre de 1953 a Epsom, Surrey. No van tenir fills. Ell va morir l'any 1979.
Va oferir un recital el 5 de novembre de 1952 a Ciutat de Mèxic, amb Martín Imaz al piano. En el Carnegie Hall va donar el seu primer recital nord-americà (1953). Aqueix mateix any, per al cinquantenari de la mort de Verdi, va cantar el Rèquiem, sota la direcció de Victor de Sabata. Aquest mateix any, va estrenar Trionfo d'Afrodita de Carl Orff. El 1955 va ser la Mariscala en Der Rosenkavalier (debut en l'Òpera de San Francisco) i Alice Ford en Falstaff de Verdi. El 1957, sota la direcció de Tullio Serafin, va interpretar Liù, (Turandot de Puccini) al costat de Maria Callas en el paper protagonista. No va ser fins al 13 d'octubre de 1964 quan va debutar en el Metropolitan Opera, també com la Mariscala.
Els seus papers més destacats com a cantant d'òpera van ser mozartians: Donna Elvira (Don Giovanni), Fiordiligi (Così fan tutte), Comtessa Almaviva (Les bodes de Fígaro), i straussians: Zerbinetta (Ariadne auf Naxos), paper de coloratura i, posteriorment, la Mariscala, (Der Rosenkavalier), de soprano lírica o lírico-dramàtica, així com el de Comtessa Madeleine en Capriccio. Fins i tot va portar el paper de la Mariscala al cinema, en la pel·lícula Der Rosenkavalier (1962), amb direcció de Paul Czinner.
Durant tota la seua carrera, va divulgar el lied alemany en nombrosos recitals, amb obres de Beethoven, Glück, Mahler, Mendelssohn, Mozart, Max Reger, Schubert, Schumann, Richard Trunk, Hugo Wolf o Hermann Zilcher, que va deixar per a la posteritat en enregistraments insuperables. Cal destacar tots els enregistraments realitzats amb el pianista Gerald Moore, els cantats amb les sopranos Irmgard Seefried o Victòria dels Àngels, la mezzosoprano Christa Ludwig i el baríton Dietrich Fischer-Dieskau (Das Knaben Wunderhorn de Mahler i Deutsche Volkslieder de Brahms) sense oblidar les col·leccions llegendàries: recital Schubert el 1952 amb Edwin Fischer; recital Hugo Wolf, amb Wilhelm Furtwängler al piano el 1953; recital Mozart el 1956 amb Walter Gieseking; Das Knaben Wunderhorn amb George Szell i Fischer-Dieskau el 1968… I, sobretot, la seua peça més recordada: Vier letzte Lieder (Quatre últimes cançons) de Richard Strauss, que va cantar per primera vegada l'any 1951 amb l'Orquestra Filharmònica de Viena sota la direcció de Paul Kletzki, i dels que va deixar un enregistrament datat l'any 1966, d'absoluta referència, amb George Szell a la batuta.
El 20 de febrer de 1967, junt amb el baríton Fischer-Dieskau i la soprano Victòria dels Àngels va celebrar la gala de comiat del pianista Gerald Moore, amb ocasió del seu retir, en el Royal Festival Hall de Londres. D'aquesta jornada queda un enregistrament antològic de lieder, si bé és famosa pel  Duetto buffo di due gatti, atribuït a Rossini, que interpreten a duo Schwarzkopf i dels Àngels.
Schwarzkopf es va retirar dels escenaris d'òpera l'any 1971, amb una actuació al Teatre de la Moneda de Brussel·les el 31 de desembre, en el seu rol més significatiu: el de la Mariscala. En els anys següents es va centrar en el lied, fins al seu comiat d'aquests recitals el 17 de març de 1979 a Zúric.
Després, es va dedicar a l'ensenyament i va donar classes magistrals al voltant del món, en particular en la Juilliard School de Nova York. Tenia fama de ser extremadament exigent; alguns van arribar a considerar els seus mètodes innecessàriament aspres. Entre els seus alumnes, cal citar a Renée Fleming, Thomas Hapson, Matthias Goerne, Maria Venuti, Maxim Heller, Fany Solter, Mitsuko Shirai, Niell Du Preez, Uwe Heilmann, Andreas Reibenspies i Cornelius Hauptmann.
Després de viure en Suïssa durant molts anys, es va traslladar a Vorarlberg, la província més occidental d'Àustria. Schwarzkopf va morir mentre dormia la nit del 2 al 3 d'agost de 2006 a la seua casa de la vila de Schruns, a Vorarlberg, a l'edat de noranta anys.
Va ser admirada pel seu art i la seua atemporal bellesa. Herbert Von Karajan va declarar que era "probablement la millor cantant d'Europa".
El crític Edward Greenfield ha assenyalat que "Era una de les més grans cantants. Combinava totes les qualitats que s'esperen d'una gran soprano. El que la feia tan especial era el seu timbre únic en la veu i la seua resposta única a les paraules, particularment en alemany, junt amb el seu gran carisma i bellesa. Era també una actriu meravellosa"
El seu perfeccionisme prussià va ser destacat per Gerald Moore, pianista que la va acompanyar en innumerables recitals: era la persona "més cruelment autocrítica que es puga imaginar" ("Guardian Unlimited", Charlotte Higgins, 03/08/2006). Per això en una de les seues últimes entrevistes va declarar que "mai vaig ser prou bona" ("El Universal", Fernando Díez, 29/08/2006).

## Distincions i premis
- 1950: Medalla Lilli Lehmann, Salzburg
- 1959: L'"Orfeo d'Oro", Màntua
- 1969: "Orphée d'Or" de l'Acadèmia del disc líric, París
- 1961: Premi Edison de la Societat per a la Divulgació dels Enregistraments, Amsterdam
- 1961: títol "Cantant de cambra alemanya"
- 1964: Membre honorari de la Reial Acadèmia Sueca de Música, Medalla "Litteris et artibus" concedida pel rei suec Gustau Adolf VI.
- 1967: Premi d'Estocolm a la millor soprano europea
- 1971: Medalla Hugo Wolf
- 1974: Gran Creu de Servei Federal
- 1982: Medalla Mozart de la ciutat de Frankfurt
- 1983: Medalla Vierte le Merite.
- 1986: comandant de l'Orde de les Arts i les Lletres
- 1991: Medalla Mozart de la UNESCO
- 1992: Dama de l'Orde de l'Imperi Britànic per la Reina Isabel II.
- 2002: Medalla de la ciutat de Viena

Va ser nomenada doctora honoris causa a les universitats de Cambridge (1976), la Universitat nord-americana de Washington (1982) i la Universitat de Glasgow (1990).

## Discografia
Ha deixat una discografia considerable, tant en quantitat com en qualitat, sent apreciats sobretot els seus rols de Mozart i R. Strauss, els seus dos enregistraments comercials dels Quatre últims lieder de Richard Strauss i, en general, la seva dedicació al lieder, especialment els d’Hugo Wolf.
Els seus enregistraments d'òpera més destacats, segons la Guia Penguin, són:
- Lehár: opereta Die lustige Witwe (La vídua alegre), amb Nicolai Gedda, Kunz, Loos, Kraus, ..., Orquestra i Cor Philharmonia, dirigits per Matacic (1953).
- Mozart: òpera Così fan tutte, en dos enregistraments: un amb Ludwig, Steffek, Kraus, Taddei, Berry, Orquestra i Cor Philharmonia, dirigits per Karl Böhm. EMI (1962); i un altre amb Otto, Merriman, ... l'Orquestra i Cor Philharmonia, dirigits per Karajan, també per a EMI (1954).
- R. Strauss: 
  - òpera Ariadne auf Naxos, amb Schock, Streich, Doench, Seefried, Cuenod, Orquestra Philharmonia, dirigits per Karajan (1954).
  - òpera Der Rosenkavalier, amb Ludwig, Stich-Randell, Edelmann, Wechter, Orquestra i Cor Philharmonia, direcció de Karajan. EMI
- ‘Elisabeth Schwarzkopf sings operetta' (amb l'Orquestra i Cor Philharmonia, dirigits per Ackermann). EMI

Altres enregistraments:
- Brahms: Deutsche Volkslieder (Cançons folklòriques alemanyes) , junt amb Fischer-Dieskau i G. Moore. Es tracta d'un enregistrament de referència, perquè pocs cantants poden igualar-se a Schwarzkopf i Fischer-Dieskau en la seua imaginació musical i profunda comprensió dels textos que estan interpretant.
- Mozart: Don Giovanni, amb Eberhard Waechter, Joan Sutherland i direcció de Carlo Maria Giulini (EMI Classics)
- Engelbert Humperdinck: Hänsel und Gretel, amb Elisabeth Grümmer, i direcció de Herbert Von Karajan (EMI Classics)
- Schubert: Lieder: An Die Musik; An Sylvia; Auf dem Wasser zu singen; Ganymed; Gretchen am Spinnrade; Im Frühling; Die junge Nonne; Das Lies im Grünen; Der Musensohn; Nachtviolen; Nähe des Geliebten; Wehmut, amb Edwin Fischer al piano, per a EMI.
- Johann Strauss: Die Fledermaus , amb Nicolai Gedda, Erich Kunz, i direcció de Herbert Von Karajan
- R. Strauss: 
  - Vier letzte Lieder (Quatre últims lieder), lieder orquestrals, amb l'Orquestra Simfònica de Berlín i l'Orquestra Simfònica de Londres, dirigides per George Szell (1966). EMI
  - Capriccio, amb Eberhard Waechter, Dietrich Fischer-Dieskau, i direcció de Wolfgang Sawallisch (EMI Classics)
- Hugo Wolf: Italianisches Liederbuch (1966-1967) i Spaniches Liederbuch, junt amb D. Fischer-Dieskau i Gerald Moore. (EMI Classics)

## Citacions
- (Després de ser preguntada per Peter Sellars) "Hi ha noms que no vull que s'esmenten en ma casa. No pronuncieu aquest nom en la meua presència. He vist el que ell fa, i és criminal. Com solia dir el meu marit, fins ara ningú no ha gosat anar al Museu del Louvre a pintar un grafit sobre la Mona Lisa, però alguns directors d'òpera estan fent un grafit sobre obres mestres." – Entrevista a Newsweek, 15 d'octubre de 1990.

- "molts compositors actuals no saben el que és una gola humana. A Bloomington (Indiana), vaig ser invitada a escoltar música escrita en quarts de to per a quatre arpes i veus. Vaig haver de fugir de la sala per a no emmalaltir." – Entrevista a Newsweek, 15/10/1990.

## Curiositats
- Quan la van invitar, l'any 1958, a escollir els seus vuit enregistraments favorits en el programa de la BBC Desert Island Discs (Discos per a una illa deserta), Schwarzkopf va triar set dels seus mateixos treballs per al disc, perquè li recordaven la gent amb què havia treballat. Aquesta elecció aparentment narcisista va estar influïda pel seu espòs Walter Legge.[7] En privat, va assenyalar que li disgustaven la major part dels seus discos.

- Una llegenda urbana bastant estesa sosté que és tia del militar nord-americà Norman Schwarzkopf, tal com es va publicar en alguns obituaris. Tanmateix, els avis de Norman Schwarzkopf s'anomenaven Julius George Schwarzkopf i Agnes Sarah Schmidt, mentre que els pares d'Elisabeth s'anomenaven Friedrich Schwarzkopf i Elisabeth Fröhling.[8] A més, Elisabeth era filla única.

## Per a saber-ne més
- (alemany) Hauert, R., Gavoty, B.: Elisabeth Schwarzkopf. Frankfurt am Main, Kister 1957
- (anglès) Jefferson, A., Elisabeth Schwarzkopf Northeastern University Press (agost de 1996) ISBN 1-55553-272-1 Chapter One extract
- (alemany) Jefferson, A., Elisabeth Schwarzkopf. Die Biographie. Langen/Müller 1996, 400 S., 46 s/w Fotos, ISBN 3-7844-2586-0
- (anglès) Legge, W.; Schwarzkopf, E.; ed. Sanders, A., Walter Legge: Words and Music Routledge (1998) ISBN 0-415-92108-2
- (alemany) Legge, W., i Schwarzkopf, E.: Gehörtes. Ungehörtes. Memoiren. München, Noack-Hübner 1982, 333 S.
- (anglès) Sanders, A., i Steane, J. B., Elisabeth Schwarzkopf: A Career on Record Amadeus Pr (gener de 1996) ISBN 0-931340-99-3
- (francès) Schwarzkopf, E., Les autres soirs Tallandier (16 d'agost del 2004) ISBN 2-84734-068-8
- (anglès) Schwarzkopf, E., On and Off The Record: A Memoir of Walter Legge Faber and Faber Ltd (31 de desembre de 1982) ISBN 0-571-11928-X; Scribner (març de 1982) ISBN 0-684-17451-0; (rústica) ISBN 0-571-14912-X; University of British Columbia Press (1 de gener del 2002) ISBN 1-55553-519-4. Traduït al francès, amb autorització de la cantant, com La voix de mon maître.